# 小行星22611
小行星22611（22611 Galerkin）是一颗绕太阳运转的小行星，为主小行星带小行星。该小行星于1998年5月17日发现。

## 轨道参数
小行星22611的轨道半长轴为2.5404618 UA，离心率为0.13。